# 德安傑洛·羅素
德安杰洛·丹迪·羅素（英語：D'Angelo Danté Russell，1996年2月23日—）為美國男子籃球運動員，他於2015年NBA選秀中被洛杉磯湖人以第一轮、第二順位選中，現效力于NBA達拉斯獨行俠。

## 高中生涯
羅素在轉學至蒙特沃德學院之前，在肯塔基州路易維爾的中央高中度過了高一賽季。2014年，羅素和當時的隊友本·西蒙斯帶領蒙特沃德學院獲得連續兩年的高中錦標賽冠軍。之後羅素參加2014年的麥當勞高中全明星賽，他獲得了11分2籃板4助攻。他也參加了喬丹經典賽，得到了3分8籃板5助攻。
2013年6月7日，羅素宣布將進入俄亥俄州立大學，而非密西根州立大學或北卡羅萊納大學。他被Rivals.com評為五星的大一新生。

## 大學生涯
羅素在俄亥俄州立大學打了一個賽季。2015年1月9日對上馬里蘭大學的比賽中，羅素抓下了生涯新高的14個籃板並贏得勝利。1月21日，羅素得到了生涯新高的33分，以69比67打敗西北大學。2月8日，羅素拿下了23分11籃板11助攻的大三元，球隊以79–60擊敗羅格斯大學。這是俄亥俄州立大學第一次有大一球員拿下大三元。NCAA錦標賽時，羅素的表現令人印象深刻，在對上第七種子的維吉尼亞聯邦大學的比賽中，得到了28分並帶領球隊在延長賽以75–72拿下勝利。但俄亥俄州立大學的這個球季在下一輪以73比58敗給亞歷桑那大學後結束。
羅素在約翰・伍登獎的投票中排在第15名，但他獲得了奧斯卡·羅伯森獎，韋曼·提斯戴爾獎以及傑瑞·威斯特獎。他被選為NCAA全美公認第一隊，十大聯盟最佳阵容一隊以及十大聯盟最佳新人。在俄亥俄州立大學的35場比賽中，羅素平均上場33.9分鐘，得到19.3分5.7籃板5.0助攻及1.6次抄截。
2015年4月22日，羅素宣布投入NBA選秀並放棄之後三年的學業 。他被認為是2015年的NBA選秀中最有潛力的球員之一。
大學數據
| 年份                           | 學校           | 出賽 | 先發 | 上場時間 | 命中率 | 三分命中率 | 罰球命中率 | 籃板 | 助攻 | 抄截 | 阻攻 | 得分 |
| ------------------------------ | -------------- | ---- | ---- | -------- | ------ | ---------- | ---------- | ---- | ---- | ---- | ---- | ---- |
| 2014–15 （页面存档备份，存于） | 俄亥俄州立大學 | 35   | 35   | 33.9     | .449   | .411       | .756       | 5.7  | 5.0  | 1.6  | .3   | 19.3 |

## 職業生涯

### 洛杉磯湖人（2015–2017）
2015年6月25日，羅素在NBA選秀中被洛杉磯湖人以第二順位選中。7月10日，羅素與湖人隊簽下了新秀合約，並在NBA夏季聯賽中取得11.8分5.2籃板3.2助攻。
10月28日，羅素在湖人的開幕戰中首次亮相，他得到4分3籃板，球隊以111-112輸給明尼蘇達灰狼。在12月4日輸給亞特蘭大老鷹的比賽中，羅素取得了生涯第一個雙十，得到了16分10籃板。2016年1月6日，他拿下了27分，其中11分集中在第四節，但球隊以115-118輸給沙加緬度國王。
羅素參加了2016年NBA明星週末的NBA新秀挑戰賽，獲得了22分7助攻，最終他所屬的美國隊打敗了世界隊。在3月1日擊敗布魯克林籃網的比賽中，羅素全場投進了8顆三分球，得到了生涯新高的39分。這是15-16球季新秀的最高分，也是自1959年3月的艾爾金·貝勒55分之後湖人新秀的最高分。單場8顆三分球也打破了先前由尼克·范埃克塞爾保持的新秀單場6顆三分球 從2月24日至3月2日，羅素連續四場比賽取得超過20分。羅素平均每場的抄截次數領先所有新秀及湖人隊，他也成為史上最年輕達成單季130顆三分球的球員。最終他被選入NBA最佳新秀陣容第二隊。
第二年NBA夏季聯賽中，拿下21.8分6.2籃板4助攻，表現亮眼。被外界指為下一年最佳進步獎候選人之一。並且被選入2016美國男子籃球訓練隊，背號28號。
而在第二年，湖人在開季就打出一股勢力，先在首場以124-120逆轉休士頓火箭，再在11月4日以117-97打敗金州勇士，跌破眾人眼鏡。羅素帶領球隊在11月底前拿下10勝10敗的成績，戰績一度到西區第8。可惜的是，接下來隊上傷兵增加，自己也因為腳傷而缺席3週，戰績下滑跌出前8。所幸在12月25日打敗洛杉磯快艇，中止連敗。
而在3月9日，在對戰克里夫蘭騎士中，羅素在前三節就使湖人以10分領先騎士，自己也拿下37分。可惜最終騎士發威，氣勢不敵，終場以120-125惜敗騎士，但也拿下40分6助攻2籃板的成績，刷新自己單場最高分紀錄。而在4月，除了4月1日和12日分別敗給洛杉磯快艇和金州勇士以外，竟拿下五連勝，創下近四年來湖人隊首度五連勝。第四勝對上明尼蘇達灰狼更是經典，當天早上因為羅素的祖母在路易威爾過世，原應返家卻不成，前三節手氣不佳，三分更是6投0中。第四節最後15.3秒落後，原為灰狼進攻卻順利拿到球權，在最後2.2秒因為隊友的攻防投進絕殺三分球，終場以110-109險勝灰狼。但也因此而缺席2016-17賽季最後兩場例行賽。

### 布魯克林籃網（2017–2019）
2017年6月21日，湖人為掌握2018年的薪資空間，隨即将季莫费·莫兹戈夫和羅素交易至布魯克林籃網，得到布魯克·羅培茲以及2017年布魯克林籃網首輪選秀27號籤。
2019年1月22日，羅素當選當週東區周最佳球員，這是羅素生涯首次當選，並在1月22日當日維持好手感拿下了40分2籃板7助攻1抄截，外加了上一場對戰魔術所拿下的31分4籃板8助攻1抄截1火鍋，羅素兩場合計拿下了71分而且沒有任何罰球出手，成為過去50個賽季以來首位打出這種數據的球員，而羅素連續兩場砍下30+，這也是籃網隊史自從2012-13賽季的德隆·威廉姆斯之後首人。
2019年2月2日，羅素代替該季因傷而報銷的溜馬明星後衛維克多·歐拉迪波替補入選明星賽，這次是羅素職業生涯首次進入明星賽。2月18日明星賽上，羅素在第4節投進一顆3分得到明星賽的首次得分，最後羅素在明星賽上拿下了6分3助攻1籃板的成績。
2019年3月19日，羅素在對戰國王隊時在球隊落後的情況下第四節單節獲得了27分帶領球隊逆轉，成為了隊史單節得分第二高的球員(第一高為喬·強森所保持的29分)，並在該場比賽獲得了生涯新高的44分
2019年4月7日，羅素帶領籃網隊以42勝40敗的戰績以東區第六在2015年後重返季後賽，第一輪對上費城76人隊。雖然贏得第一戰，但接下來面對四連敗慘遭出局。個人在5場比賽中拿出19.4分3.6籃板3.6助攻。
2019年6月24日，羅素被提名為最佳進步球員，但可惜以總票數255票惜敗給469票的多倫多暴龍隊球員帕斯卡·席亞康，無緣得獎。

### 金州勇士（2019–2020）
2019年7月7日，羅素因凯文·杜兰特加入籃網，被以先簽後換的方式交易至金州勇士，合約內容為四年1.17億美金。11月8日，羅素對上明尼苏达森林狼時，在加时赛中以119比125落敗，羅素共出手37次，創下生涯新高得分52分。

### 明尼蘇達灰狼（2020–2023）
2020年2月6日，金州勇士與灰狼達成交易協議勇士得到了安德魯·威金斯、1枚2021首輪選秀權（前三順位保護，若無觸發則轉換為2022無保護）外加1枚2021年二輪選秀權；灰狼則是得到羅素外加雅科布·伊凡斯和奧馬里·斯佩爾曼。

### 重返洛杉磯湖人（2023–2024）
2023年2月9日，洛杉磯湖人、猶他爵士、明尼蘇達灰狼完成了三方交易，湖人將羅素·衛斯特布魯克送了出去，並從灰狼獲得德安傑洛·羅素、馬利克·畢斯利和賈里德·范德比爾特；而包含威少在內，托斯坎諾·安德森、達米安·瓊斯和輕度保護的2027年湖人首輪籤則由爵士得到；最後灰狼得到邁克·康利、尼基爾·亞歷山大-沃克與3張次輪籤。
2023年7月7日，湖人續約羅素。

### 重返布魯克林籃網（2024-2025）
2024年12月29日，羅素和Maxwell Lewis以及三張二輪籤被送往布魯克林籃網以換取3D前鋒多利安·芬尼-史密斯。

### 達拉斯獨行俠（2025-至今）
2025年7月7日，拉塞尔与达拉斯独行侠签下一份2年1300万美元合同。

## NBA生涯數據

### 例行賽
| 賽季    | 球隊   | GP  | GS  | MPG  | FG%  | 3P%  | FT%  | RPG | APG | SPG | BPG | PPG  |
| ------- | ------ | --- | --- | ---- | ---- | ---- | ---- | --- | --- | --- | --- | ---- |
| 2015–16 | LAL    | 80  | 48  | 28.2 | .410 | .351 | .737 | 3.4 | 3.3 | 1.2 | .2  | 13.2 |
| 2016–17 | LAL    | 63  | 60  | 28.7 | .405 | .352 | .782 | 3.5 | 4.8 | 1.4 | .3  | 15.6 |
| 2017–18 | BKN    | 48  | 35  | 25.7 | .414 | .324 | .740 | 3.9 | 5.2 | .8  | .4  | 15.5 |
| 2018–19 | BKN    | 81  | 81  | 30.2 | .434 | .369 | .780 | 3.9 | 7.0 | 1.2 | .2  | 21.1 |
| 2019–20 | GSW    | 33  | 33  | 32.1 | .430 | .374 | .785 | 3.7 | 6.2 | .9  | .3  | 23.6 |
| 2019–20 | MIN    | 12  | 12  | 32.7 | .412 | .345 | .873 | 4.6 | 6.6 | 1.4 | .3  | 21.7 |
| 2020–21 | MIN    | 42  | 26  | 28.5 | .431 | .387 | .765 | 2.6 | 5.8 | 1.1 | .4  | 19.0 |
| 2021–22 | MIN    | 65  | 65  | 32.0 | .411 | .340 | .825 | 3.3 | 7.1 | 1.0 | .3  | 18.1 |
| 2022–23 | MIN    | 54  | 54  | 32.9 | .465 | .391 | .856 | 3.1 | 6.2 | 1.1 | .4  | 17.9 |
| 2022–23 | LAL    | 17  | 17  | 30.9 | .484 | .414 | .735 | 2.9 | 6.1 | .6  | .5  | 17.4 |
| 生涯    | 生涯   | 495 | 431 | 29.4 | .420 | .356 | .781 | 3.5 | 5.6 | 1.1 | .3  | 17.7 |
| 明星賽  | 明星賽 | 1   | 0   | 12.0 | .400 | .400 | .000 | 1.0 | 3.0 | .0  | .0  | 6.0  |

### 附加賽
| 賽季 | 球隊 | GP | GS | MPG  | FG%  | 3P%  | FT%  | RPG | APG | SPG | BPG | PPG  |
| ---- | ---- | -- | -- | ---- | ---- | ---- | ---- | --- | --- | --- | --- | ---- |
| 2022 | MIN  | 1  | 1  | 37.5 | .556 | .600 | .750 | 5.0 | 6.0 | 3.0 | .0  | 29.0 |
| 2023 | LAL  | 1  | 1  | 23.9 | .111 | .000 | –    | 3.0 | 8.0 | 1.0 | 1.0 | 2.0  |
| 生涯 | 生涯 | 2  | 2  | 30.7 | .407 | .333 | .750 | 4.0 | 7.0 | 2.0 | .5  | 15.5 |

### 季後賽
| 賽季 | 球隊 | GP | GS | MPG  | FG%  | 3P%  | FT%  | RPG | APG | SPG | BPG | PPG  |
| ---- | ---- | -- | -- | ---- | ---- | ---- | ---- | --- | --- | --- | --- | ---- |
| 2019 | BKN  | 5  | 5  | 29.6 | .359 | .324 | .846 | 3.6 | 3.6 | 1.4 | .2  | 19.4 |
| 2022 | MIN  | 6  | 6  | 32.7 | .333 | .387 | .750 | 2.5 | 6.5 | 1.5 | .0  | 12.0 |
| 2023 | LAL  | 16 | 15 | 29.6 | .426 | .310 | .769 | 2.9 | 4.6 | .7  | .3  | 13.3 |
| 生涯 | 生涯 | 27 | 27 | 31.3 | .349 | .353 | .793 | 3.0 | 5.2 | 1.5 | .1  | 14.1 |

## 外部連結
- D'Angelo Russell （页面存档备份，存于） at draftexpress.com
- D'Angelo Russell at ohiostatebuckeyes.com
- D'Angelo Russell （页面存档备份，存于） at Twitter.com
- D'Angelo Russell （页面存档备份，存于） at Instagram.com